# Juliusz Słowacki
Juliusz Słowacki là một nhà thơ Ba Lan, đại diện cho chủ nghĩa thơ lãng mạn, ông còn là một nhà viết kịch và nhà triết học. Bên cạnh Adam Mickiewicz và Zygmunt Krasiński, ông được coi là một trong những Nhà tiên tri của Quốc gia. Ông sinh ngày 4 tháng 9 năm 1809 tại Krzemieniec, mất ngày 3 tháng 4 năm 1849 tại Paris.

## Cuộc đời và sự nghiệp
Juliusz Słowacki là con trai của Euzebiusz Słowacki (giáo sư văn học tại Trường trung học Krzemieniec và Đại học Hoàng gia Vilnius) và Salomea Słowacka, ông được sinh ra tại làng Krzemieniec, ở phía đông nam của Khối thịnh vượng chung Ba Lan-Litva trước đây (nay là một thành phố ở Ukraine). Đến năm 1811, gia đình ông đã chuyển đến Vilnius để sinh sống (nơi đây cha của ông đã qua đời vì bệnh lao hai năm sau đó). Sau cái chết sớm của chồng, Salomea cùng con trai trở về lại Krzemieniec.
Năm 1818, bà Salomea kết hôn lần thứ hai, bác sĩ August Bécu, lúc này mẹ ông điều hành một thư viện văn học, nhờ đó Juliusz đã tiếp xúc rộng rãi với tầng lớp trí thức thời bấy giờ, đặc biệt là từ giới của Đại học Hoàng gia Vilnius trong thời thơ ấu và những năm đầu thanh niên của ông. Cũng nhờ đó ông đã gặp gỡ với Adam Mickiewicz. Năm 1825, Juliusz Słowacki bắt đầu học luật tại Đại học Vilnius. Trong quá trình học tập ở Vilnius, ông đã có những cuộc gặp gỡ với nhà sử học Joachim Lelewel, Śniadecki và em gái của ông - Ludwika, người tình đầu tiên của nhà thơ Juliusz. Vào tháng 2 năm 1829, Słowacki chuyển đến Warsaw, nơi ông bắt đầu làm việc trong Ủy ban Doanh thu và Ngân khố của Chính phủ. Trong thời gian làm việc ở đây ông đã có được sự độc lập nhất định về tài chính, và ông ta đã xuất bản tất cả các tác phẩm của mình bằng chi phí của mình.
Sau khi cuộc Khởi nghĩa tháng 11 bùng nổ, vào ngày 9 tháng 1 năm 1831, ông bắt đầu làm việc trong Cục ngoại giao nổi dậy của Hoàng tử Adam Jerzy Czartoryski. Vào ngày 8 tháng 3 năm 1831, ông đã đi công tác ngoại giao của Chính phủ Quốc gia đến Luân Đôn. Từ tháng 12 năm 1832 đến tháng 2 năm 1836, ông ở lại Geneva, nơi ông được ủy nhiệm bởi cộng đồng người Ba Lan di cư ở Paris. Tại Geneva, ông đã xuất bản tập thơ thứ ba của mình. Năm 1838, ông bắt đầu một cuộc hành trình qua Ý, Hy Lạp, Ai Cập, Palestine và Syria, mà ông đã mô tả trong "Hành trình đến Đất Thánh" của mình. Sau khi trở về Paris, nhà thơ đã tham gia một thời gian ngắn vào Mối quan hệ với Nhà thờ của Andrzej Towiański, tuy nhiên, ông đã sớm rời bỏ công việc để phát triển học thuyết triết học của riêng mình. Các giả định của nó bao gồm trong chuyên luận "Genezis z Ducha" được viết vào mùa hè năm 1844.
Mặc dù căn bệnh lao mà ông mắc phải từ thời thơ ấu đã làm suy yếu sức khỏe của ông, nhà thơ đã trở về Ba Lan vào năm 1848 để tham gia cuộc nổi dậy, nhưng ông đã không thực hiện được kế hoạch của mình. Đó cũng là lúc ông gặp mẹ mình lần cuối ở Wrocław. Một năm sau - ngày 3 tháng 4 năm 1849 - nhà thơ qua đời vì bệnh lao ở Paris.

## Các tác phẩm chính
Nổi tiếng nhất trong số các tác phẩm của ông là các bộ phim truyền hình "Kordian" (1834), "Balladyna" (1839), "Mazepa" (1840), "Lilla Weneda" (1840), "Silver Dream of Salomei" (1844), bài thơ lạc đề "Beniowski "(1841), bài thơ" Król-Duch "và các bài thơ bao gồm. "Lăng mộ của Agamemnon", "Di chúc của tôi".